# Violette Rey
Violette Rey (n. 1943) este un geograf francez, membru de onoare al Academiei Române (din 1993).
1. 1 2  Le Dictionnaire universel des créatrices
2. ↑  Autoritatea BnF, accesat în 10 octombrie 2015
3. ↑  WorldCat